# 7 Portes

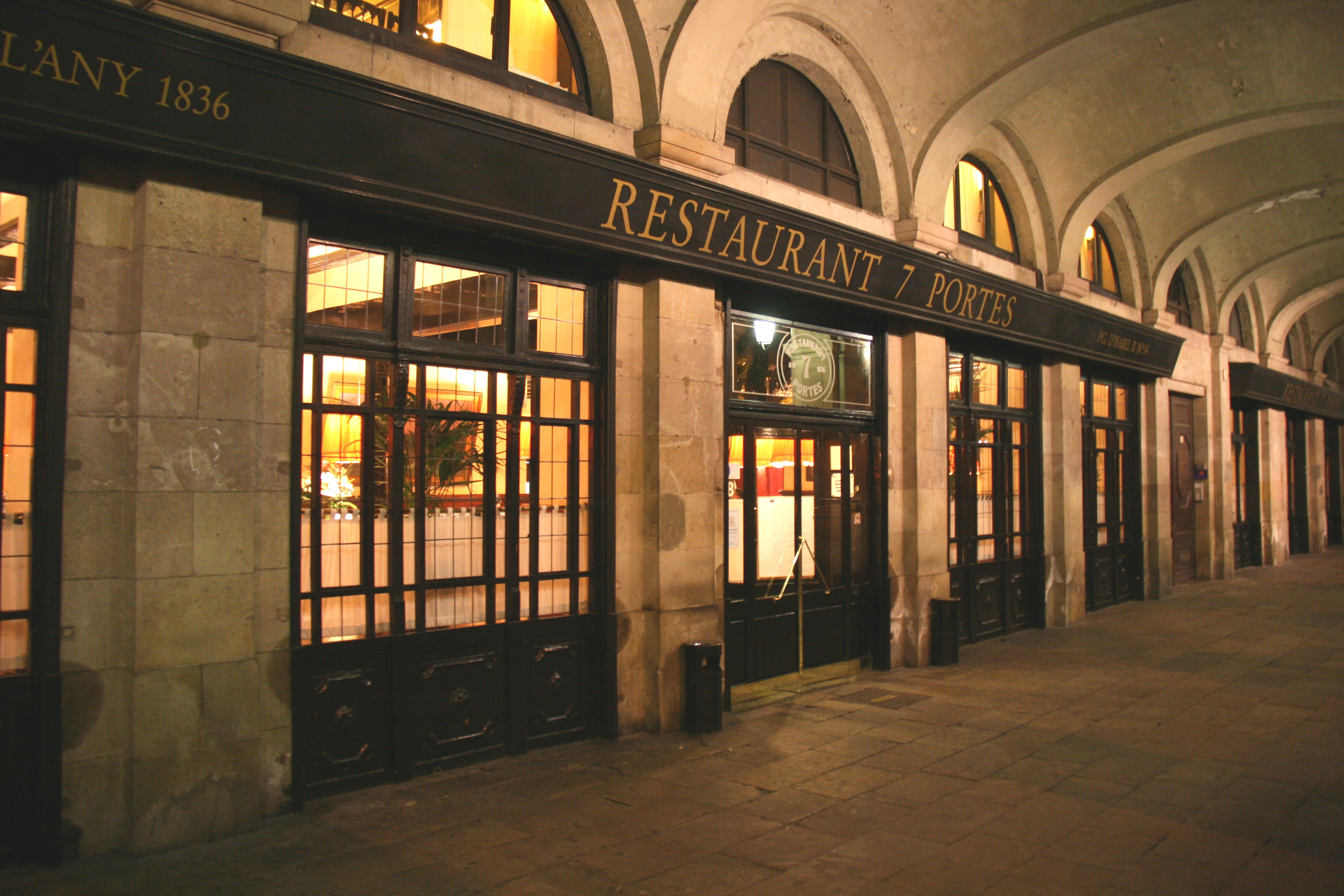
Fachada del Restaurante.

Set portes (citado también como 7 portes) es uno de los restaurantes emblemáticos de Barcelona (paseo de Isabel II, n.º 14) inaugurado en el año 1836 por el comerciante catalán Josep Cuyás. Se trata de un restaurante especializado en servir diferentes platos de la cocina catalana especializándose en servir pescados y arroces. El restaurante se encuentra ubicado en la casa Xifré en la Barceloneta (cerca de la Lonja de Barcelona) y es uno de los restaurantes centenarios de la ciudad, lugar de encuentro de los artistas y de la intelectualidad barcelonesa. Es conocido por haber sido el local inventor de la famosa paella Parellada, símbolo culinario de la ciudad condal.

## Historia
El catalán José Xifré y Casas (1777-1856) era un indiano que amasó su fortuna en Cuba. Al regresar a Barcelona diseñó las famosas casas de Xifré (Porches de Xifre) con los conocidos portalones de la Barceloneta, inspirados en los de la Rue du Rivoli de París. Es en el edificio de los portalones donde Josep Cuyas inauguró el Café a mediados del siglo XIX, denominándolo: El Café de les Set Portes. Cuyás regentaba otro local en aquella época denominado "Neptuno". Se menciona que el nombre del local es "siete puertas" debido a que el día de la inauguración en las Navidades del 1838 el local no tenía rótulo, y así lo denominó un periodista. Contaba con cinco salas entre las que destacaba el salón principal. El local va pasando por diversos dueños.
A finales del siglo XIX el café va ofreciendo comidas y se transforma en el local que se hace eco de la invención de un plato de arroz barcelonés: Arroz Parellada. El arroz Parellada fue inventado por Juli Parellada, un barcelonés amante de la buena mesa que quiso una paella hecha a su gusto, con todos los ingredientes del plato pelados para comerlo con más comodidad. Cada vez que pedía el plato, la cocina ordenaba un "arroz Parellada", que otros clientes fueron también pidiendo hasta que fue pasando a otros restaurantes, entre ellos el Siete Puertas. A comienzos del siglo XX (1929) y tras la Exposición Universal la familia Morera de Llavaneras lo convierte en un restaurante importante:Restaurant de les 7 Portes conocido en la actualidad. En el año 1942, Paco Parellada (nada que ver con Juli Parellada), propietario de la conocida Fonda Europa de Granollers, se hace cargo del restaurante. El último día había hecho 50 clientes, el primer día con Paco Parellada, 60; el segundo, 200. Ya nunca más bajó de los quinientos diarios. A partir de los años cincuenta se convierte en un local de reunión de artistas e intelectuales barceloneses y en él tiene lugar en la actualidad numerosas tertulias intelectuales y científicas. El reputado chef Josep Lladonosa i Giró se hace cargo de la cocina en los años noventa del pasado siglo, compaginando sus labores de investigación culinarias con la gestión de la cocina.
Hay opiniones controvertidas sobre si el arroz parellada O paella parellada es una más de las variantes de la paella mixta Valenciana, que su historia se remonta sobre el siglo XV en Valencia y que en cada región de España se le ha dado un nombre diferente según el lugar.